# Pristaulacus ambiguus
Pristaulacus ambiguus är en stekelart som först beskrevs av August Schletterer 1890.  Pristaulacus ambiguus ingår i släktet Pristaulacus och familjen vedlarvsteklar. Inga underarter finns listade i Catalogue of Life.